# Grande Prêmio de Singapura de 2024
O Grande Prêmio de Singapura de 2024 (formalmente denominado Formula 1 Singapore Airlines Singapore Grand Prix 2024) foi a décima oitava etapa do Campeonato Mundial de Fórmula 1 de 2024. disputada em 22 de setembro de 2024 no Circuito Urbano de Marina Bay, em Singapura. Foi vencido por Lando Norris da McLaren, com  Max Verstappen da Red Bull Racing em segundo lugar e Oscar Piastri da McLaren em terceiro.

## Resumo
Lando Norris fez a pole position e obteve sua terceira vitória no ano, liderando todas as voltas de uma corrida pela primeira vez na carreira. Ele estava próximo de fazer o Grand Chelem (Pole, Volta mais rápida e Vitória de ponta a ponta), mas na volta 60, Daniel Ricciardo, da RB, faz a volta mais rápida e tira de Norris o Grand Chelem e o ponto extra.
Pela primeira vez na história do Grande Prêmio de Singapura, não houve a necessidade da entrada do carro de segurança (Safety Car).
Última prova de Daniel Ricciardo na RB e na Fórmula 1.

## Resultados

### Treino classificatório
| Pos.                | N° | Piloto           | Construtor                 | Qualifying times | Qualifying times | Qualifying times | Final grid |
| Pos.                | N° | Piloto           | Construtor                 | Q1               | Q2               | Q3               | Final grid |
| ------------------- | -- | ---------------- | -------------------------- | ---------------- | ---------------- | ---------------- | ---------- |
| 1                   | 4  | Lando Norris     | McLaren-Mercedes           | 1:30.002         | 1:30.007         | 1:29.525         | 1          |
| 2                   | 1  | Max Verstappen   | Red Bull Racing-Honda RBPT | 1:30.157         | 1:29.680         | 1:29.728         | 2          |
| 3                   | 44 | Lewis Hamilton   | Mercedes                   | 1:30.393         | 1:29.929         | 1:29.841         | 3          |
| 4                   | 63 | George Russell   | Mercedes                   | 1:30.811         | 1:30.153         | 1:29.867         | 4          |
| 5                   | 81 | Oscar Piastri    | McLaren-Mercedes           | 1:30.258         | 1:29.640         | 1:29.953         | 5          |
| 6                   | 27 | Nico Hülkenberg  | Haas-Ferrari               | 1:30.724         | 1:30.150         | 1:30.115         | 6          |
| 7                   | 14 | Fernando Alonso  | Aston Martin-Mercedes      | 1:30.684         | 1:30.450         | 1:30.214         | 7          |
| 8                   | 22 | Yuki Tsunoda     | RB-Honda RBPT              | 1:30.716         | 1:30.289         | 1:30.354         | 8          |
| 9                   | 16 | Charles Leclerc  | Ferrari                    | 1:30.786         | 1:29.747         | No time          | 9          |
| 10                  | 55 | Carlos Sainz Jr. | Ferrari                    | 1:30.670         | 1:30.108         | No time          | 10         |
| 11                  | 23 | Alexander Albon  | Williams-Mercedes          | 1:30.679         | 1:30.474         | N/A              | 11         |
| 12                  | 43 | Franco Colapinto | Williams-Mercedes          | 1:30.704         | 1:30.481         | N/A              | 12         |
| 13                  | 11 | Sergio Pérez     | Red Bull Racing-Honda RBPT | 1:30.624         | 1:30.579         | N/A              | 13         |
| 14                  | 20 | Kevin Magnussen  | Haas-Ferrari               | 1:30.829         | 1:30.653         | N/A              | 14         |
| 15                  | 31 | Esteban Ocon     | Alpine-Renault             | 1:30.958         | 1:30.769         | N/A              | 15         |
| 16                  | 3  | Daniel Ricciardo | RB-Honda RBPT              | 1:31.085         | N/A              | N/A              | 16         |
| 17                  | 18 | Lance Stroll     | Aston Martin-Mercedes      | 1:31.094         | N/A              | N/A              | 17         |
| 18                  | 10 | Pierre Gasly     | Alpine-Renault             | 1:31.312         | N/A              | N/A              | 18         |
| 19                  | 77 | Valtteri Bottas  | Kick Sauber-Ferrari        | 1:31.572         | N/A              | N/A              | 19         |
| 20                  | 24 | Zhou Guanyu      | Kick Sauber-Ferrari        | 1:32.054         | N/A              | N/A              | 20         |
| 107% time: 1:36.302 |    |                  |                            |                  |                  |                  |            |
| Fontes:             |    |                  |                            |                  |                  |                  |            |

### Corrida
| Pos.                                                                      | N° | Piloto           | Construtor                 | Laps | Tempo/Retirada                  | Grid | Pontos |
| ------------------------------------------------------------------------- | -- | ---------------- | -------------------------- | ---- | ------------------------------- | ---- | ------ |
| 1                                                                         | 4  | Lando Norris     | McLaren-Mercedes           | 62   | 1:40:52.571                     | 1    | 25     |
| 2                                                                         | 1  | Max Verstappen   | Red Bull Racing-Honda RBPT | 62   | +20.945                         | 2    | 18     |
| 3                                                                         | 81 | Oscar Piastri    | McLaren-Mercedes           | 62   | +40.823                         | 5    | 15     |
| 4                                                                         | 63 | George Russell   | Mercedes                   | 62   | +1:01.040                       | 4    | 12     |
| 5                                                                         | 16 | Charles Leclerc  | Ferrari                    | 62   | +1:02.430                       | 9    | 10     |
| 6                                                                         | 44 | Lewis Hamilton   | Mercedes                   | 62   | +1:25.248                       | 3    | 8      |
| 7                                                                         | 55 | Carlos Sainz Jr. | Ferrari                    | 62   | +1:36.039                       | 10   | 6      |
| 8                                                                         | 14 | Fernando Alonso  | Aston Martin-Mercedes      | 61   | +1 lap                          | 7    | 4      |
| 9                                                                         | 27 | Nico Hülkenberg  | Haas-Ferrari               | 61   | +1 lap                          | 6    | 2      |
| 10                                                                        | 11 | Sergio Pérez     | Red Bull Racing-Honda RBPT | 61   | +1 lap                          | 13   | 1      |
| 11                                                                        | 43 | Franco Colapinto | Williams-Mercedes          | 61   | +1 lap                          | 12   |        |
| 12                                                                        | 22 | Yuki Tsunoda     | RB-Honda RBPT              | 61   | +1 lap                          | 8    |        |
| 13                                                                        | 31 | Esteban Ocon     | Alpine-Renault             | 61   | +1 lap                          | 15   |        |
| 14                                                                        | 18 | Lance Stroll     | Aston Martin-Mercedes      | 61   | +1 lap                          | 17   |        |
| 15                                                                        | 24 | Zhou Guanyu      | Kick Sauber-Ferrari        | 61   | +1 lap                          | 20   |        |
| 16                                                                        | 77 | Valtteri Bottas  | Kick Sauber-Ferrari        | 61   | +1 lap                          | 19   |        |
| 17                                                                        | 31 | Pierre Gasly     | Alpine-Renault             | 61   | +1 lap                          | 18   |        |
| 18                                                                        | 3  | Daniel Ricciardo | RB-Honda RBPT              | 61   | +1 lap                          | 16   |        |
| 19                                                                        | 20 | Kevin Magnussen  | Haas-Ferrari               | 57   | Dano após acidente              | 14   |        |
| Ret                                                                       | 23 | Alexander Albon  | Williams-Mercedes          | 15   | Problema na Unidade de potência | 11   |        |
| Volta Mais Rápida: Daniel Ricciardo (RB-Honda RBPT) – 1:34.486 (Volta 60) |    |                  |                            |      |                                 |      |        |
| Fontes:                                                                   |    |                  |                            |      |                                 |      |        |

## Tabela do campeonato após a corrida
|        | Pos. | Piloto           | Pontos |
| ------ | ---- | ---------------- | ------ |
|        | 1    | Max Verstappen   | 331    |
|        | 2    | Lando Norris     | 279    |
|        | 3    | Charles Leclerc  | 245    |
|        | 4    | Oscar Piastri    | 237    |
|        | 5    | Carlos Sainz Jr. | 190    |
| Fonte: |      |                  |        |

|        | Pos. | Construtor                 | Pontos |
| ------ | ---- | -------------------------- | ------ |
|        | 1    | McLaren-Mercedes           | 516    |
|        | 2    | Red Bull Racing-Honda RBPT | 475    |
|        | 3    | Ferrari                    | 441    |
|        | 4    | Mercedes                   | 329    |
|        | 5    | Aston Martin-Mercedes      | 86     |
| Fonte: |      |                            |        |

- Nota: Apenas as cinco primeiras posições estão incluídas em ambas as classificações.